# YUKI concert New Rhythm Tour 2008
『YUKI concert New Rhythm Tour 2008』は、YUKIのライブビデオ。2009年3月4日にリリースされた。

## 概要

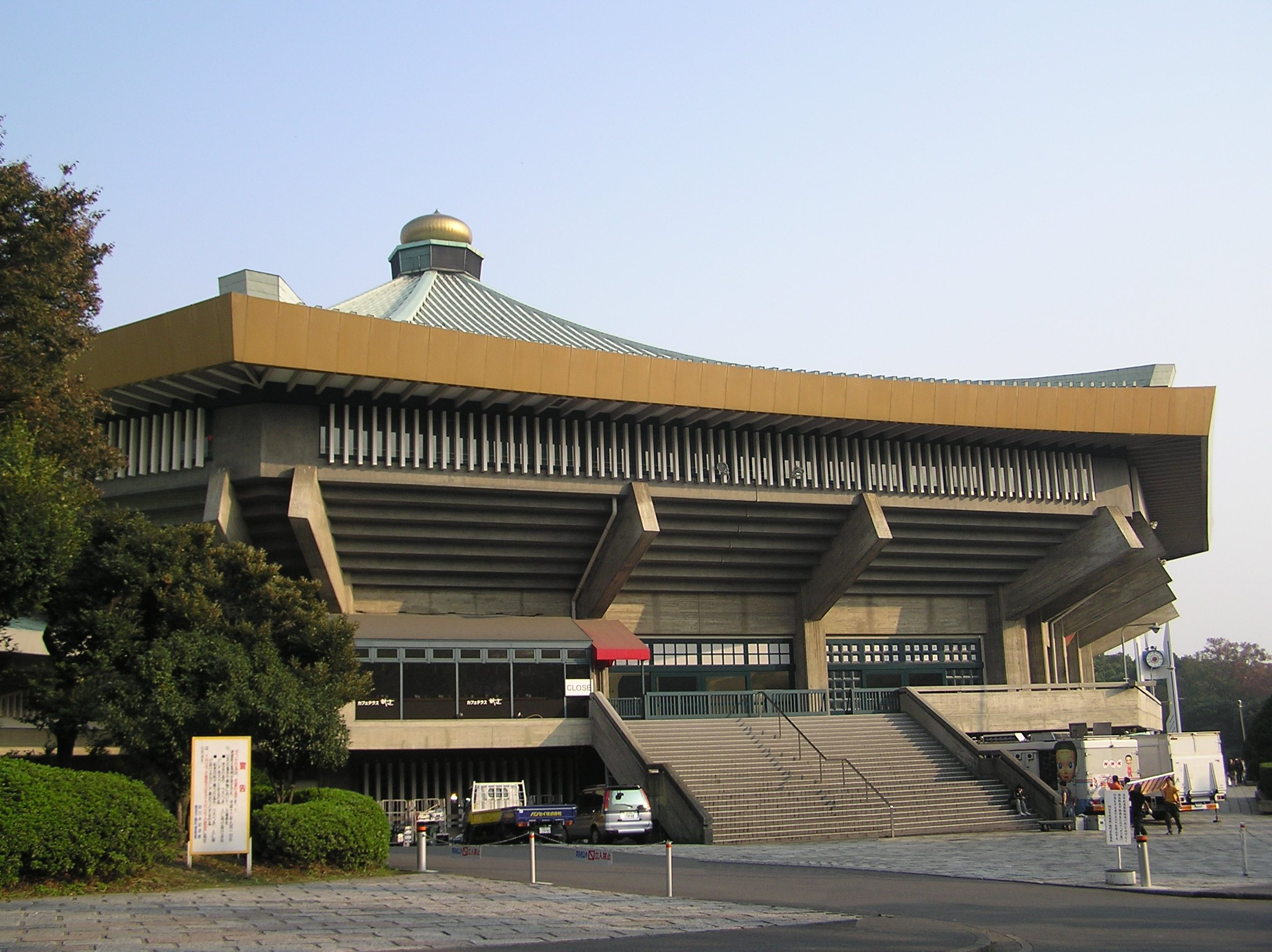
東京公演の会場となった日本武道館

- 2008年5月29日・30日に行われたツアー「YUKI concert New Rhythm Tour 2008」日本武道館公演の模様を収録している。オープニングからアンコールまで、ライブ中に投影されたスクリーン映像8本もノーカットで完全収録。
- ツアーテーマが「80年代に流行った不思議現象、ユリ・ゲラー、ピラミッドパワー」だったため、セットにスプーンやピラミッドのオブジェクトが配置された[1]。
- 特典映像として、2008年3月にJCBホールでのライブ「水道橋ユキ2008」のバックステージやツアーリハーサル、ツアー本番のバックステージの模様などドキュメンタリー、および2008年6月に赤坂BLITZでのライブ「ユキライブ ブリッツポップジェネレーション2008」の模様を収録している。
- シングル「ランデヴー」と同日発売。

## 収録内容

### DISC 1
1. メランコリニスタ
2. ファンキー・フルーツ
3. ロックンロールスター
4. ヘイ! ユー!
5. just life! all right!
6. 惑星に乗れ
7. ビスケット
8. 愛に生きて
9. プリズム
10. 長い夢
11. Bend a Spoon
12. 舞い上がれ
13. ワンダーライン
14. ハミングバード
15. ティンカーベル
16. ふがいないや
17. Rainbow st.
18. WAGON
19. JOY
20. 汽車に乗って
21. 歓びの種

### Disc 2
1. YUKI concert NEW Rhythm Tour 2008 DOCUMENT
2. ユキライブ ブリッツポップジェネレーション 2008 DOCUMENT PROJECTION

## ツアー日程
| 公演数 | 開催日  | 会場                     |
| ------ | ------- | ------------------------ |
| 01     | 4月17日 | 戸田市文化会館           |
| 02     | 4月23日 | 大阪フェスティバルホール |
| 03     | 4月24日 | 大阪フェスティバルホール |
| 04     | 4月28日 | 北海道厚生年金会館       |
| 05     | 5月12日 | 広島厚生年金会館         |
| 06     | 5月18日 | 名古屋国際会議場         |
| 07     | 5月20日 | 福岡サンパレス           |
| 08     | 5月25日 | 仙台サンプラザホール     |
| 09     | 5月29日 | 日本武道館               |
| 10     | 5月30日 | 日本武道館               |